# Calliopius pacificus
Calliopius pacificus är en kräftdjursart som beskrevs av Edward Lloyd Bousfield och Hendrycks 1997. Calliopius pacificus ingår i släktet Calliopius och familjen Calliopiidae. Inga underarter finns listade i Catalogue of Life.